# Judy Oakes
Judith Miriam Oakes, detta Judy (Lewisham, 14 febbraio 1958), è un'ex pesista, powerlifter e sollevatrice britannica.
In carriera è stata tre volte campionessa mondiale di powerlifting e campionessa europea di  sollevamento pesi.

## Palmarès
| Anno | Manifestazione  | Sede         | Evento         | Risultato | Misura  | Note                                     |
| ---- | --------------- | ------------ | -------------- | --------- | ------- | ---------------------------------------- |
| 1978 | Commonwealth    | Edmonton     | Getto del peso | Bronzo    | 16,14 m |                                          |
| 1979 | Europei indoor  | Vienna       | Getto del peso | Bronzo    | 15,66 m |                                          |
| 1982 | Commonwealth    | Brisbane     | Getto del peso | Oro       | 17,92 m | Record dei Giochi                        |
| 1983 | Mondiali        | Helsinki     | Getto del peso | 12ª       | 17,52 m |                                          |
| 1984 | Olimpiadi       | Los Angeles  | Getto del peso | 4ª        | 18,14 m |                                          |
| 1985 | Europei indoor  | Pireo        | Getto del peso | 6ª        | 17,83 m |                                          |
| 1986 | Commonwealth    | Edimburgo    | Getto del peso | Argento   | 18,75 m |                                          |
| 1986 | Europei         | Stoccarda    | Getto del peso | 14ª       | 17,85 m |                                          |
| 1987 | Mondiali indoor | Indianapolis | Getto del peso | 9ª        | 17,85 m |                                          |
| 1987 | Europei indoor  | Liévin       | Getto del peso | 6ª        | 18,14 m |                                          |
| 1987 | Mondiali        | Roma         | Getto del peso | 15ª       | 18,43 m |                                          |
| 1988 | Olimpiadi       | Seul         | Getto del peso | 16ª       | 18,34 m |                                          |
| 1990 | Commonwealth    | Auckland     | Getto del peso | Argento   | 18,43 m |                                          |
| 1991 | Mondiali        | Tokyo        | Getto del peso | 14ª       | 17,81 m |                                          |
| 1994 | Commonwealth    | Victoria     | Getto del peso | Oro       | 18,16 m |                                          |
| 1995 | Mondiali indoor | Barcellona   | Getto del peso | 8ª        | 17,77 m |                                          |
| 1995 | Mondiali        | Göteborg     | Getto del peso | 13ª       | 17,87 m |                                          |
| 1996 | Europei indoor  | Stoccolma    | Getto del peso | 4ª        | 18,72 m | Miglior prestazione personale stagionale |
| 1996 | Olimpiadi       | Atlanta      | Getto del peso | 11ª       | 18,34 m |                                          |
| 1997 | Mondiali indoor | Parigi       | Getto del peso | 10ª       | 17,51 m |                                          |
| 1997 | Mondiali        | Atene        | Getto del peso | 14ª       | 17,84 m |                                          |
| 1998 | Europei indoor  | Valencia     | Getto del peso | 6ª        | 18,42 m |                                          |
| 1998 | Commonwealth    | Kuala Lumpur | Getto del peso | Oro       | 18,83 m |                                          |
| 2000 | Olimpiadi       | Sydney       | Getto del peso | 13ª       | 17,81 m |                                          |